# Anna Akana
Anna Kay Akana là nhà làm phim, diễn viên, tác giả và diễn viên hài người Mỹ. Anna nổi tiếng nhờ kênh Youtube của mình với hơn 2 triệu lượt theo dõi và hơn 226 triệu lượt xem.

## Thời thơ ấu
Anna Akana sinh ngày 18 tháng 8 năm 1989. Tổ tiên của cô ấy là người Nhật, Phillipines, người Hawaii, người Ireland, Đức, Tây Ban Nha, Pháp và Anh. Cha của Anna là quân nhân của Hàng Hải Hoa Kỳ. Gia đình của Anna di chuyển thường xuyên tới các bang và các nước khác nhau. Vì thế, Anna có thể nói được tiếng Nhật và Tây Ban Nha.
Vào ngày Lễ Tình Nhân năm 2007, em gái 13 tuổi của Anna là Kristina tự tử. Nhiều tháng sau đó, Anna xem diễn viên hài Margaret Cho trình diễn ở Comedy Central và nở 1 nụ cười lần đầu tiên sau biến cố. Cô bắt đầu nhận ra "nụ cười" là điều duy nhất có thể giúp cô bước tiếp trong cuộc sống và quyết định theo đuổi nghiệp diễn hài kịch một cách nghiêm túc. Anna rất thành thật và thẳng thắn về cái chết của em gái và hoạt động năng nổ trong việc ngăn chặn vấn đề tự tử. Năm 2013, Anna đăng một clip trên Youtube tên "please don't kill yourself", Anna chia sẻ cảm giác của mình khi mất đi một người thân yêu vì tự tử. Cùng năm đó, Anna cũng xuất bản một quyển sách tên Surviving Suicide bao gồm những mẩu nhật ký ghi chép trong 2 năm kể ngày em gái mất.

## Sự nghiệp
Anna bắt đầu diễn hài kịch từ năm 19 tuổi, nhưng cuối cùng lại đổi sang hoạt động trên Youtube do bị chứng lo âu và sợ hãi khi đứng trên sân khấu. Anna đã trở lại biểu diễn trên sân khấu.

### Youtube
Năm 2014, Anna lập một nhóm hài kịch 2 người tên Cat Benatar với bạn đồng nghiệp và nhà viết kịch Megan Rosati.
Anna tự lên ý tưởng cho các phần hài kịch và tài liệu trên Youtube. Năm 2014, Anna lọt vào danh sách 100 kênh New Media Rockstars và đạt thứ hạng 72. Cùng năm đó, Anna quyết định sẽ chú tâm hơn vào kĩ năng đạo diễn và ra mắt 1 bộ phim ngắn mỗi tháng. Dù không làm đủ 12 bộ phim ngắn như dự định nhưng Anna cũng đã ra mắt 6 bộ phim ngắn và nhận được nhiều phản hồi tốt từ khán giả trên Youtube. Anna cũng đảm nhận vai diễn trong các phim ngắn của mình cũng như góp mặt trong các phim ngắn khác của các thành viên Youtube khác. Anna hiện vẫn tiếp tục ra mắt các bộ phim ngắn.
Một trong những bộ phim ngắn của Anna là Miss Earth được hỗ trợ một phần bởi công ty New Form Digital của Brian Grazer và Ron Howard. Miss Earth là một phần của Incubator năm 2014, một series nói về việc sản xuất và quá trình làm việc của các nhà làm phim trên Youtube. Miss Earth sau đó được đổi tên thành Miss 2059 sau khi được đăng lên một trang web cũng như ra mắt một ứng dụng điện thoại tên Verizon'sgo90 vào tháng 6 năm 2016, phần 2 được ra mắt vào cuối năm 2017.
Anna cũng đồng sản xuất và thủ vai chính trong series phim truyền hình hài kịch tên Youth & Consequences, được lên ý tưởng bởi Jason Ubaldi và được trình chiếu vào tháng 3 năm 2018 trên Youtube Red.

### Phim truyền hình
Năm 2011, Anna xuất hiện trong series phim Awkward. Cùng năm, cô cũng xuất hiện trong videoclip ca nhạc "Last Friday Night" của Katy Perry vai quần chúng.
Năm 2015, cô xuất hiện trong phim Người Kiến và Kids vs Monsters.
Anna cũng đóng vai chính trong một series video do Snapchat phát hành tên SnapperHero, được tài trợ bởi AT&T.
Năm 2016, Anna đóng chung với Sally Field trong phim hài kịch tên Hello, My Name Is Doris do Michael Showalter viết kịch bản. Cùng năm đó, cô cũng xuất hiện trong bộ phim ngắn Star Wars được làm bởi người hâm mộ tên Hoshino.
Cô có một vai diễn định kỳ trong chương trình Corporate của Comedy Central.
Anna cũng có vai phụ là Gloria Sato trong chương trình Big City Greens của Disney Channel và Sasha Waybright trong Amphibia.

### Dự án khác
Năm 2015, Anna ra mắt dòng thời trang tên Ghost & Stars, có các thiết kế như váy công sở, quần leggings, và nhiều loại áo thun khác lấy cảm hứng từ mèo.
Anna cũng dẫn chương trình phát thanh Explain Things to Me cùng với diễn viên hài Brad Gage, gồm các cuộc phỏng vấn chuyên gia trong các lĩnh vực khác nhau.
Năm 2017, quyển sách mang tên So Much I Want to Tell You: Letters to My Little Sister được xuất bản. Quyển sách là những mẩu chuyện nói về cuộc hành trình đương đầu chống trội và trải nghiệm quá trình trưởng thành cũng như những lời khuyên mà Anna dành cho em gái quá cố.

## Các nhận xét và chỉ trích
Cate Matthews từ tờ Huffington Post nhận xét một trong những video của Anna là "Why Guys Like Asian Girls" (Tại sao các anh chàng lại thích các cô gái Châu Á) (hay còn gọi là "cơn sốt da vàng", dùng để chỉ việc thích người Châu Á) rằng: "Từng bước xóa bỏ định kiến "cơn sốt da vàng" hay việc ham thú hẹn hò các cô gái Châu Á thường bị biến tướng bởi những cách tiếp cận kinh dị và thiếu tinh tế. May mắn thay, Youtuber Anna Akana đã làm được nhiều hơn thế sơ với việc chỉ làm video như thường lệ"
Nhận xét về video "How to Deal with a Breakup", kênh MTV viết: "Trong đoạn phim ngắn này, Anna Akana đã mô tả thành công một người mới bị đá sẽ cảm thấy như thế nào và sẽ làm gì"
Deadline miêu tả Anna là một người lên ý tưởng dưng phim trên mạng với một kênh thu hút 60 triệu lượt xem cùng với 900,000 lượt theo dõi, tự mình lên kịch bản và đóng vai chính trong kịch bản của mình cùng với Riley Rewind, đạt hơn 20 triệu lượt xem"